# Bebearia makala
Bebearia makala is een vlinder uit de onderfamilie Limenitidinae van de familie Nymphalidae. De wetenschappelijke naam van de soort is voor het eerst geldig gepubliceerd in 1908 door George Thomas Bethune-Baker.